# 146 (عدد)
146 هو عدد صحيح. طبيعي بين 145 و147

## في الرياضيات

### خاصيات
- 146 عدد زوجي
- 146 له كتابة وحيدة في صيغة مجموع مربعي: 146²=5²+11²
- 146 قاسم ل813 - 1
- 146 يكرر رقم واحد في نظام العد الثماني (2228)
- 146 عدد سعيد
- 146 عدد شبه أولي.